# Autorità di bacino regionale Toscana costa
L'Autorità di bacino regionale Toscana costa è una delle Autorità della Regione Toscana che opera nel settore della difesa del suolo.
È un ente pubblico economico che gestisce i bacini idrografici dei fiumi Cecina e Cornia.
La sede amministrativa è a Livorno.